# Skala hypodorycka kościelna
Skala hipodorycka kościelna - siedmiostopniowa skala muzyczna wypracowana w średniowieczu w celach sakralnych. Brzmienie skali hipodoryckiej ma charakter dostojny i poważny, a zarazem bardzo zrównoważony, przez co nadaje się do wykorzystania w utworach o dowolnej tematyce, choć jest nieco smutniejsza od swojego autentycznego odpowiednika - skali doryckiej. Skala ta składa się z interwałów kwarty A-d i kwinty d-a, wypełnionych krokami sekundowymi, które razem tworzą interwał oktawy. Czwarty stopień skali nosi nazwę tonu końcowego (finalis). Oprócz tego skala posiada również tony współkońcowe (confinales): na stopniu pierwszym i ósmym (confinalis principalis) i szóstym (confinalis minus principalis). Melodie w skali hipodoryckiej najczęściej kończą się na dźwięku finalis, rzadziej na confinalis principalis lub minus principalis, a najrzadziej na innych stopniach skali. 
W muzyce średniowiecza i renesansu dozwolone (i często praktykowane) jest w kadencjach podwyższanie o pół tonu dźwięku leżącego o stopień niżej od finalis lub confinales.
W średniowiecznych i renesansowych utworach wielogłosowych, celem dostosowania skali do możliwości rejestrowych poszczególnych głosów kompozycji, stosuje się zabieg consociatio modorum lub transpositio modi.